# Hechscher

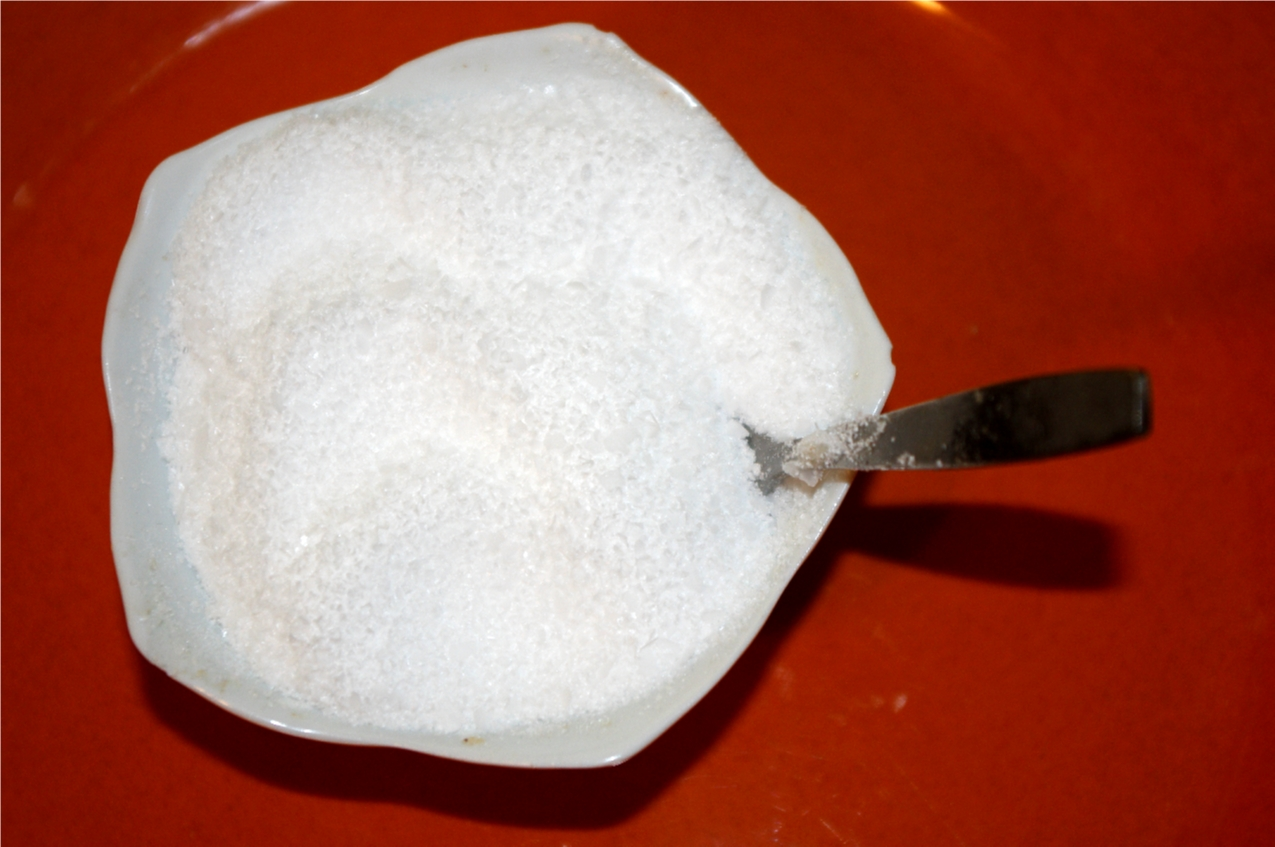
Koscheres Salz, das u. a. zum Kaschern von Fleisch verwendet wird

Hechscher der Orthodox Union

Ein Hechscher (hebräisch: הכשר), Plural Hechscharim, vom hebräischen Wort kascher (כשר), (jiddisch: koscher, deutsch: geeignet, rein) abgeleitet, umgangssprachlich auch Koscher-Stempel, ist ein Koscher-Zertifikat, das auf Lebensmitteln und weiteren Produkten in Form eines Siegels, bei Fleisch als Plombe, angebracht und in Geschäften und Restaurants ausgehängt wird. Ein Hechscher bescheinigt, dass die entsprechenden Erzeugnisse unter Beachtung der jüdischen Gesetze, der Halacha, hergestellt und gemäß den Speisegesetzen, der Kaschrut, zum Gebrauch und Verzehr zugelassen sind. Mit einem Hechscher zertifizierte Produkte müssen unter Aufsicht eines ausgebildeten Aufsehers (hebräisch: Maschgiach) hergestellt worden sein, für die Kaschrut bürgt die auf dem Hechscher aufgeführte oder aus dem verwendeten Symbol erkenntliche mit der Haschgacha betraute, unter rabbinischer Aufsicht stehende Organisation. Ein Maschgiach kann von einem מפכח Mefakeach kontrolliert werden, ob dieser die Überprüfung aller jüdischen Speisegesetze korrekt durchgeführt hat. Neben dem Hechscher wird bei Lebensmitteln meist auch angegeben, ob sie milch- oder fleischhaltig oder parve (neutral) sind.
Weltweit gibt es mehrere hundert Organisationen und Rabbinate, die über 1000 verschiedene Hechscharim vergeben.
Daneben gibt es seit einigen Jahren auch Hechscharim, die ethische und ökologische Kriterien berücksichtigen.

## Verbindlichkeit und Akzeptanz
Grundsätzlich müssen alle verarbeiteten Lebensmittel auf ihre Kaschrut überprüft sein, damit sie für religiöse, die jüdischen Speise- und Reinheitsgesetze beachtende Juden zum Genuss tauglich sind. Die Bedürfnisse nach strikterer und weniger strikter Auslegung der Religionsgesetze sind unter religiösen Juden jedoch sehr unterschiedlich, so dass sich, bedingt durch die moderne Nahrungsmittelproduktion und die Veränderungen bei den Ernährungs- und Lebensgewohnheiten religiöser Juden, unterschiedliche Standards von Kaschrut entwickelt haben. Entsprechend gelten nicht alle Hechscharim als gleichermaßen verbindlich oder werden in gleichem Umfang akzeptiert.
Die Verbindlichkeit eines Hechschers hängt von der Vertrauenswürdigkeit der mit der Haschgacha betrauten Rabbiner oder Organisationen, von der Striktheit, mit der die Religionsgesetze angewendet werden, und der Intensität der Aufsicht ab. Die Vertrauenswürdigkeit hängt ihrerseits von der religiösen Ausrichtung der Verbraucher, allenfalls auch von lokalen Gegebenheiten ab, weshalb oft mehrere Organisationen oder Rabbiner mit der Haschgacha betraut und die Produkte entsprechend mit mehreren Hechscharim versehen auf den Markt gebracht werden.

### Besonderheiten
Die unter aschkenasischen Juden bekannteste striktere Form von Kaschrut wird mit dem jiddischen Ausdruck glatt koscher (jiddisch: גלאט כשר hebräisch: chalak (חלק)) bezeichnet. „Glatt“ bezieht sich dabei auf die Lunge des toten Tieres, die, nach sephardischer und strikter aschkenasischer Auslegung, nach der Schächtung untersucht werden muss und keine Unebenheiten aufweisen darf, die auf eine allfällige Krankheit hinweisen, unter der das getötete Tier gelitten haben könnte. Die Bezeichnung glatt koscher gilt nur für Fleisch von größeren Tieren, wird jedoch oft generell als Bezeichnung für „streng/strikt koscher“ verwendet. Die den strikten Anforderungen der sephardischen Juden genügende Bezeichnung lautet chalak Bet Josef (hebräisch: חלק בית יוסף), oder kurz Bet Josef, nach dem gleichnamigen Werk von Josef Karo, dem aus Spanien stammenden Verfasser des Schulchan Aruch.
Hechscher mit dem Zusatz israel (hebräisch: ישראל), besonders bei Gebäck (hebräisch: פת ישראל) und Milchprodukten (hebräisch: חלב ישראל), weisen darauf hin, dass bei der Herstellung Juden mitbeteiligt waren, was nach Auffassung ultra-religiöser Juden die Reinheit der Produkte erhöht. Für Wein gelten diese strikteren Bestimmungen jedoch generell und werden nicht vermerkt.
Bei Backwaren kann zwischen jaschan, aschkenasische Aussprache joschon (hebräisch: ישן, deutsch: alt (in Bezug auf das verwendete Getreide)), und chadasch, aschkenasische Aussprache chodosch (hebräisch: חדש, deutsch: neu (in Bezug auf das verwendete Getreide)), unterschieden werden.

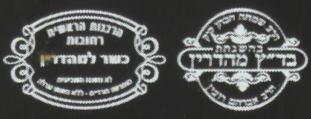
Hechscher: Badatz (Bet Din Tzedek) koscher le’mehadrin, Israel

Besonders in Israel, aber teilweise auch in anderen Ländern werden Hechscharim, die auf einer Interpretation der Religionsgesetze beruhen, die über das strikt notwendige hinausgeht, mit dem Zusatz le’mehadrin (deutsch: ausgeschmückt) als koscher le’mehadrin (hebräisch: כשר למהדרין) versehen. Dazu existiert noch eine weitere Steigerung, die als le’mehadrin-min–ha’mehadrin (hebräisch: למהדרין מן המהדרין) bezeichnet wird.
Die in Israel angebauten landwirtschaftlichen Erzeugnisse unterliegen eigenen, auf den biblischen Vorgaben beruhenden Gesetzen, die bei der Koscher-Zertifizierung berücksichtigt werden.
Für die Zeit des Pessach-Festes gelten besondere Bestimmungen. Lebensmittel und andere Produkte, die während Pessach verwendet werden dürfen, werden mit dem Zusatz koscher le’pessach (hebräisch: כשר לפסח) versehen, allenfalls auch nur mit dem Symbol P. Dabei können Unterschiede zwischen aschkenasischer und sephardischer Observanz zum Tragen kommen.

## Regionale Unterschiede
Zwischen den einzelnen Ländern und Regionen gibt es teilweise bedeutende Unterschiede, was die Koscher-Zertifizierung anbelangt.

### Europäische Länder
In den Ländern Europas sind in der Regel die lokalen orthodoxen Rabbinate oder ein rabbinisches Gericht, (hebräisch: Beth Din (בית דין)) für die Haschgacha zuständig. Da in Europa koscher-zertifizierte Lebensmittel nur für observante Juden gedacht sind, erfüllen die von lokalen rabbinischen Organisationen vergebenen Hechscharim zumeist sehr hohe Anforderungen an die strikte Auslegung der rituellen Vorschriften. Lebensmittel, die nicht für den Konsum durch religiöse Juden bestimmt sind, kommen in europäischen Ländern in der Regel ohne Koscher-Stempel auf den Markt. In den meisten europäischen Ländern werden von den lokalen Rabbinaten Listen mit unzertifizierten, auf dem lokalen Markt erhältlichen, für observante Juden zugelassenen Nahrungsmitteln, Reinigungsprodukten etc. herausgegeben. Die lokalen Rabbinate sind auch zuständig für die Beurteilung von importierten, mit einem Hechscher versehenen Lebensmitteln. Für die Bescheinigungen bei Exporten nach Israel ist dagegen das israelische Oberrabbinat zuständig.

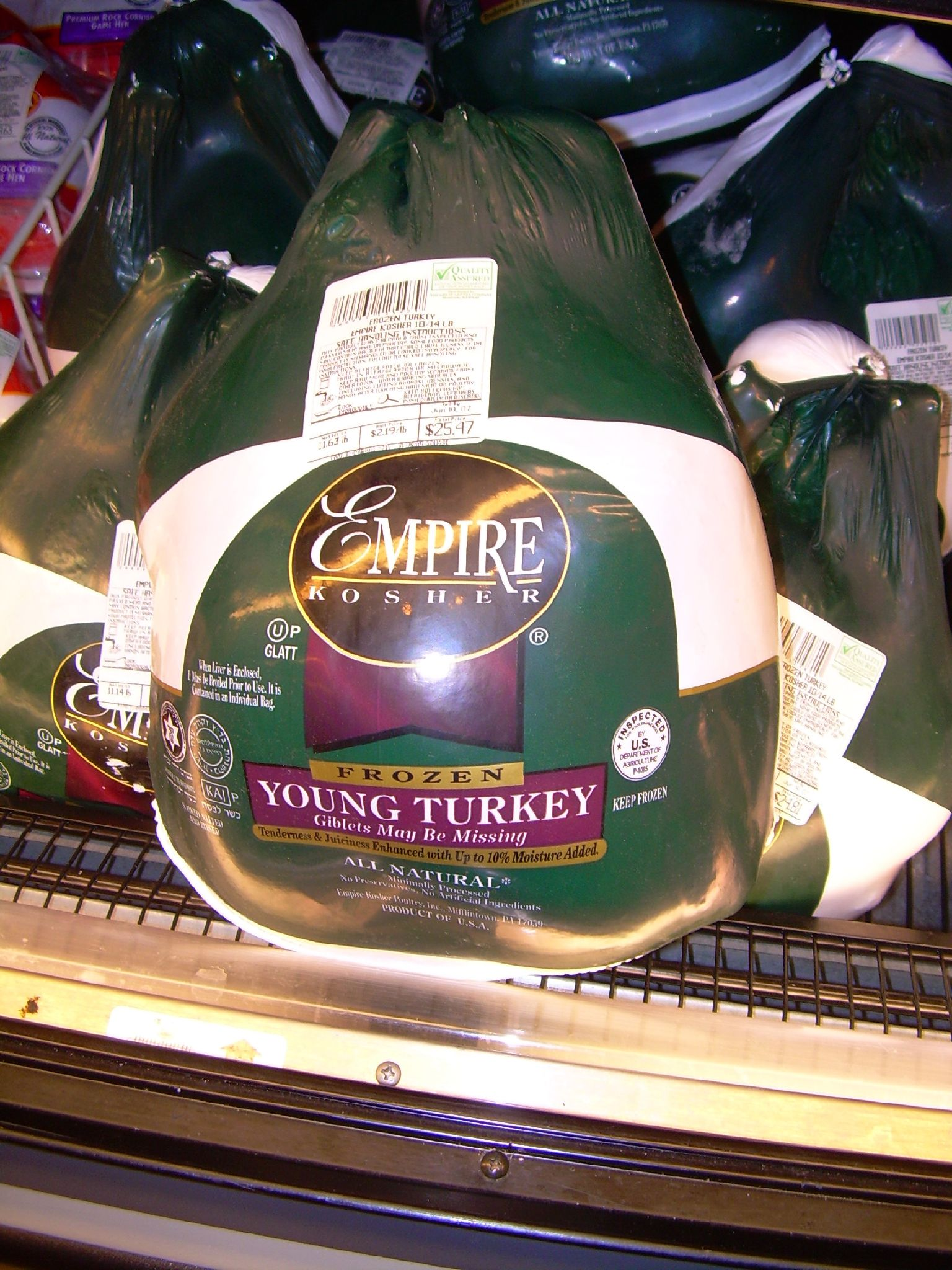
Glatt koscher le’pessach Truthahn, USA

### Israel
In Israel sind die meisten im Handel befindlichen Lebensmittel und viele Restaurants koscher-zertifiziert. Da es das Ziel der Rabbinate ist, ein größtmögliches Angebot an koscheren Lebensmitteln und koscherer Verpflegung sicherzustellen, können die von den örtlichen Rabbinaten ausgegebenen Zertifikate nicht den striktesten Auslegungen der Religionsgesetze entsprechen. Dadurch hat sich in Israel ein doppelter Koscher-Standard etabliert: Normal koscher für die nicht und gemäßigt religiöse jüdische Bevölkerung, koscher le'mehadrin für die streng religiöse Minderheit. So vergeben auch einige Rabbinate, wie beispielsweise dasjenige von Jerusalem, sowohl einen normalen wie einen le’mehadrin-Hechscher.

### Nordamerika
In Nordamerika und besonders in den Vereinigten Staaten werden koschere Lebensmittel von weiten Teilen der Bevölkerung als besser, gesünder und hygienischer erachtet. Die Anzahl der koscher-zertifizierten Produkte stieg in den USA von etwa 3.000 im Jahr 1970 auf 10.000 im Jahr 1985 und hat die 100.000-Marke inzwischen überschritten. Koscher-Produkte machen in den USA im Jahr 2009 rund 40 % der verkauften Lebensmittel aus. Laut einer Umfrage aus dem Jahr 2008 kaufen 13 % der Befragten gezielt Koscher-Produkte, davon lediglich 14 % weil sie die jüdischen Speisegesetze befolgen, weitere 10 % weil sie andere religiöse Speisevorschriften beachten. Gemäß einer MarketTrend-Studie aus dem Jahr 2009 weisen die Verkäufe von koscher-zertifizierten Lebensmitteln in den USA mit einer Steigerung von gut 50 Milliarden US-Dollar von 150 Milliarden im Jahr 2003 auf über 200 Milliarden Dollar im Jahr 2008 ein doppelt so hohes Wachstum auf wie der allgemeine Lebensmittelsektor. Ein weiteres Wachstum auf 260 Milliarden Dollar wird erwartet, der Anteil der aus religiösen Gründen gekauften Koscher-Produkte wird auf 14 bis 17 Milliarden Dollar geschätzt.

## Hechscher Zedek
Auf Initiative von Morris Allen, einem Rabbiner der konservativen Richtung, wurde in den USA im Jahr 2007 der Heksher Zedek (hebräisch: הכשר צדק, deutsch: Hechscher für Gerechtigkeit, Korrektheit) geschaffen, ein Zertifizierungssystem, das ethische Anforderungen bei der Herstellung koscherer Lebensmittel mit berücksichtigt und von den Dachorganisationen der konservativen Rabbiner und Synagogen der USA getragen wird. Anlass für die Lancierung von Heksher Tsedek waren Missstände beim größten Koscherfleisch-Produzenten der USA, der inzwischen bankrotten Firma AgriProcessors, die von Mitgliedern der Lubawitscher chassidischen Bewegung geführt wurde und in den USA wiederholt für negative Schlagzeilen sorgte. Seit 2010 wird der Magen Tsedek genannte Hechscher in Ergänzung zu einem traditionellen, die Kaschrut bescheinigenden Hechscher vergeben.
Ebenfalls als Reaktion auf die Rechtsverletzungen der Firma AgriProcessors wurde Tav HaYosher (hebräisch: תו היושר), ein Ethik-Siegel für koschere Restaurants in den USA geschaffen. Der Hechscher wird von der 2007 gegründeten gemäßigt orthodoxen Organisation Uri L’Tzedek (hebräisch: עורי לצדק) seit dem 12. Mai 2009 vergeben. Ein Jahr zuvor, am 12. Mai 2008 waren beim sogenannten „Postville Raid“ beinahe 400 mehrheitlich aus Guatemala stammende illegale Arbeiter von AgriProcessors in Postville, einem 2000 Seelen-Ort im amerikanischen Bundesstaat Iowa, verhaftet worden; die meisten von ihnen wurden in Schnellverfahren zu Gefängnisstrafen verurteilt und anschließend abgeschoben, was zu zahlreichen Protesten und Solidaritätskundgebungen mit den verhafteten Arbeitern führte, nicht zuletzt auch von liberaler jüdischer Seite. Tav HaYosher lehnt sich an das seit 2005 verliehene israelische Gütesiegel Tav Chevrati für „soziale Kaschrut“ an.